# エリオット (TVシリーズ)
エリオット（Elliot Moose）は、1999年9月6日から2000年9月20日までカナダで放送された人形劇/テレビアニメ。日本では2000年12月4日から2001年1月8日にかけてBS朝日のみんなゲンキ!?で放送された。

## キャラクター
エリオット
演 - チャールズ・P・ショット、声 - アル・マカダム、日本語吹き替え - 不明
本作の主人公、ビッグハウスに住む冒険が大好きなヘラジカ。
ソックス
演 - アリサ・ウォルトン、声 - ルビー・スミス=メロヴィッツ、日本語吹き替え - 不明
エリオットのお友達のサル。
ペイズリー
演 - マーク・ウォレス、声 - フラニー・ディギンス、日本語吹き替え - 不明
ライオネル
演 - ハイディマリー・グッジー、声 - エイモス・クローリー、日本語吹き替え - 不明
ビーバートン
演 - スティーヴン・ラフニー、声 - キース・ナイト、日本語吹き替え - 岡田貴之
エイミー
声 - ジュリー・レミュー、日本語吹き替え - 不明
エリオットの仲間のアリクイ、アニメのみ登場。
モン
声 - エイモス・クローリー、日本語吹き替え - 不明
エリオットの宿敵のネズミ、アニメのみ登場。

## エピソード
| 話数 | サブタイトル                                       | 原題                                                 | 放送日 (BS朝日) |
| ---- | -------------------------------------------------- | ---------------------------------------------------- | --------------- |
| 1    | こんにちは うちゅうじんさん"ガオー"はどこいった？  | The AlienThe Lion Who Lost His Roar                  | 2000年12月4日   |
| 2    | マシュマロ列車ききいっぱつでられない!              | The Marshmallow ExpressHelp!                         | 2000年12月5日   |
| 3    | どっちのシッポがいちばんおうさまのなつやすみ       | A Tail or TwoA Lion In Summer                        | 2000年12月6日   |
| 4    | ポンゴロンゴをさがせ!エリオットのおえかき          | The Giant PongolongoElliot's Masterpiece             | 2000年12月7日   |
| 5    | ライオネルのしゃっくりソックセレラひめ             | Lionel and the Roaring HiccupsSockserella            | 2000年12月8日   |
| 6    | ライオンではない日ぼうしクラブ                     | Crazy Mixed-Up Lion / The Cap Club                   | 2000年12月11日  |
| 7    | みんなで乗ろう荒野のクレヨン用心棒                 | Ride ShareFistful of Crayons                         | 2000年12月12日  |
| 8    | ネス湖にソックシーあらわるあそびかたをかえてみよう | The Socksness MonsterAnother Way To Play             | 2000年12月13日  |
| 9    | 北極ぐまをさがそうドラゴン､うまになる              | Bear CareDragon Horse                                | 2000年12月14日  |
| 10   | 201-A宇宙の旅音が出ない!                           | 201—A Space OddityTuneless                           | 2000年12月15日  |
| 11   | プレイボール!おばけ風車                            | Batter Up!The Case of the Haunted Windmill           | 2000年12月18日  |
| 12   | 勇者のマントゆめのなかで                           | The Cape of CourageDream Along With Me               | 2000年12月19日  |
| 13   | 山にのぼろう海の女王をすくえ                       | The MountainQueen of the Waves                       | 2000年12月20日  |
| 14   | こうえんのなぞをとけたからものをあつめよう         | Playground PuzzleCollector Elliot                    | 2000年12月21日  |
| 15   | スクーターにのろういんせきのひみつ                 | The Tooter ScooterStar Trick                         | 2000年12月22日  |
| 16   | みえないぞうおうさまのリクエスト                   | The Case of the Invisible ElephantThe Quest Request  | 2000年12月25日  |
| 17   | プールであそぼうソックスがたいへん                 | The Wading PoolShabu Gamu                            | 2000年12月26日  |
| 18   | たからじまのぼうけんサーカスがやってきた           | The Lost TreasureCircus Thrill                       | 2000年12月27日  |
| 19   | おへやであそぼうけがしたライオン                   | Beach ToysLion Aid                                   | 2000年12月28日  |
| 20   | ドラゴンときしお花をおくろう                       | Sir Elliot and the DragonFriendship Flowers          | 2000年12月29日  |
| 21   | エリオットおきて!あたらしいまほうのぼう            | Wake Up, Elliot!A Little Magic                       | 2001年1月1日    |
| 22   | ジャングル・マラソン大会みんなとなかよく           | Slow and SteadySpoil Sport                           | 2001年1月2日    |
| 23   | ライオネルのおひるねメープルベリーの木             | The Cat NapElliot Mapleberry                         | 2001年1月3日    |
| 24   | まほうのいけこわいはなし                           | The Magic PondBoo!                                   | 2001年1月4日    |
| 25   | いえをつくろうきえたチョークのゆくえ               | Happy HomemakersThe Mystery of the Missing Chalk     | 2001年1月5日    |
| 26   | むらさきのきしのでんせつ/クルミがきえた            | The Legend of the Purple KnightThe Walnut Conspiracy | 2001年1月8日    |